# بني زيد (أسيوط)
قرية بني زيد هي إحدى القرى التابعة لمركز الفتح في محافظة أسيوط في جمهورية مصر العربية. حسب إحصاءات سنة 2006، بلغ إجمالي السكان في بني زيد 13451 نسمة، منهم 6905 رجل و6546 امرأة.